# Хлопин, Игорь Николаевич
И́горь Никола́евич Хло́пин (7 июня 1930, Ленинград — 7 декабря 1994, Санкт-Петербург) — советский и российский археолог, доктор исторических наук (1984).

## Биография
Родился 7 июня 1930 года в Ленинграде в семье потомственного медика Н. Г. Хлопина; племянник академика В. Г. Хлопина.
В 1954 году окончил исторический факультет Ленинградского государственного университета; работал в ленинградском музее истории артиллерии.
С 1961 года — научный сотрудник Ленинградского отделения Института археологии Академии наук СССР (в дальнейшем — Институт истории материальной культуры РАН).
В 1962 году под руководством Б. Б. Пиотровского защитил кандидатскую диссертацию по теме: «Племена раннего энеолита Южной Туркмении».
С 1972 года — старший научный сотрудник. В 1983 году защитил докторскую диссертацию «Юго-западная Туркмения в эпоху поздней бронзы (по материалам Сумбарских могильников)».
Участник Советско-американского симпозиума по археологии Средней Азии и Ближнего Востока (Самарканд-Ленинград, 1983).
С 1984 года — член-корреспондент Германского археологического института. С 1993 года — ведущий научный сотрудник ИИМК РАН.

## Основные работы
Автор около 170 научных публикаций, в том числе 9 монографий.
- Памятники раннего энеолита Южной Туркмении. М. — Л., 1964;
- Памятники развитого энеолита Юго-Восточной Туркмении. Л., 1969.
- Кирпичников А. Н., Хлопин И. Н. Великая государева крепость. — Л.: Художник РСФСР, 1972. — 254 с. — 20 000 экз. (в пер., суперобл.)
- Историческая география южных областей Средней Азии. — Ашхабад: Илым, 1983. — 210 с.
- Юго-западная Туркмения в эпоху поздней бронзы. — Л.: Наука. Ленингр. отд-ние, 1983. — 244 с. — 1700 экз.
- А что было до потопа? Исторические корни древнейших мифов человечества. — Л.: Лениздат, 1990. — 155 с. — (Разум познаёт мир). — 50 000 экз. — ISBN 5-289-00560-9.
- Хлопин И. Н., Массон В. М. Фортификация в древности и средневековье / Институт истории материальной культуры РАН. — СПб.: ИИМК, 1995. — 124 с.
- Хлопин И. Н. Эпоха бронзы Юго-Западного Туркменистана. — СПб.: Петербургское Востоковедение, 2002. — 336 с. — 500 экз. — ISBN 5-85803-206-8.